# Aldo Moro

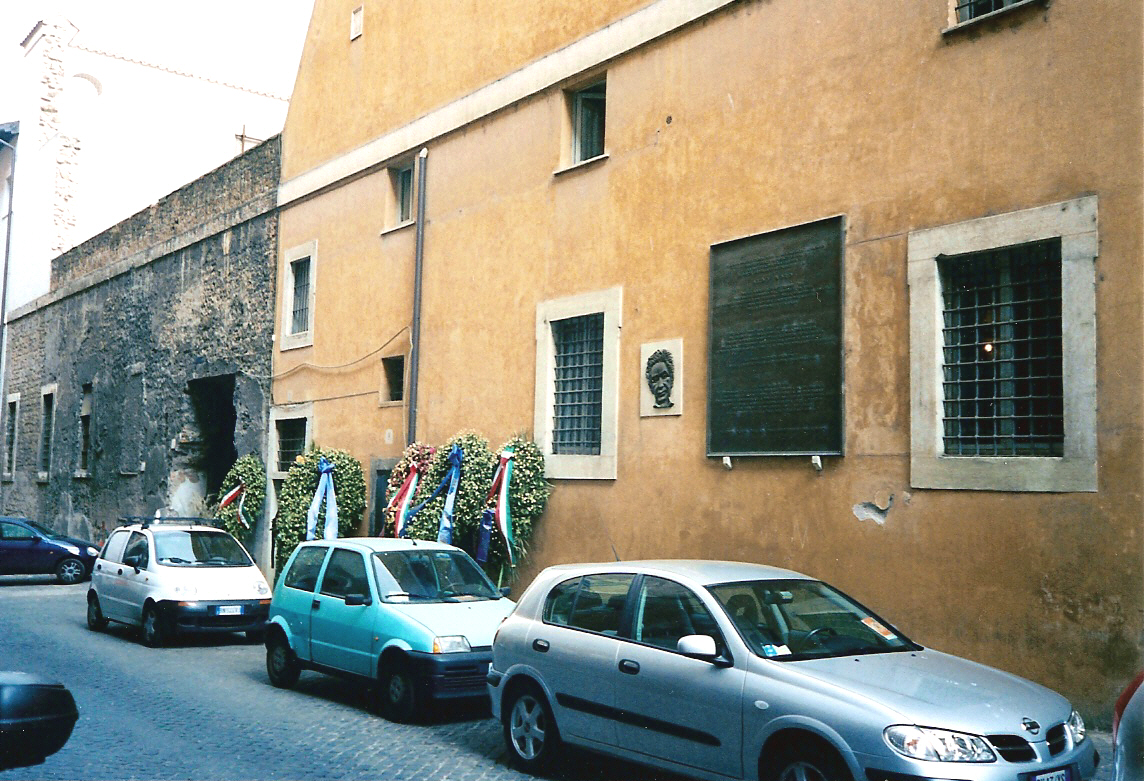
Minnesmärke över Aldo Moro vid Via Michelangelo Caetani, Rom (fotografiet taget 2003, i samband med 25-årsminnet av Moros död).

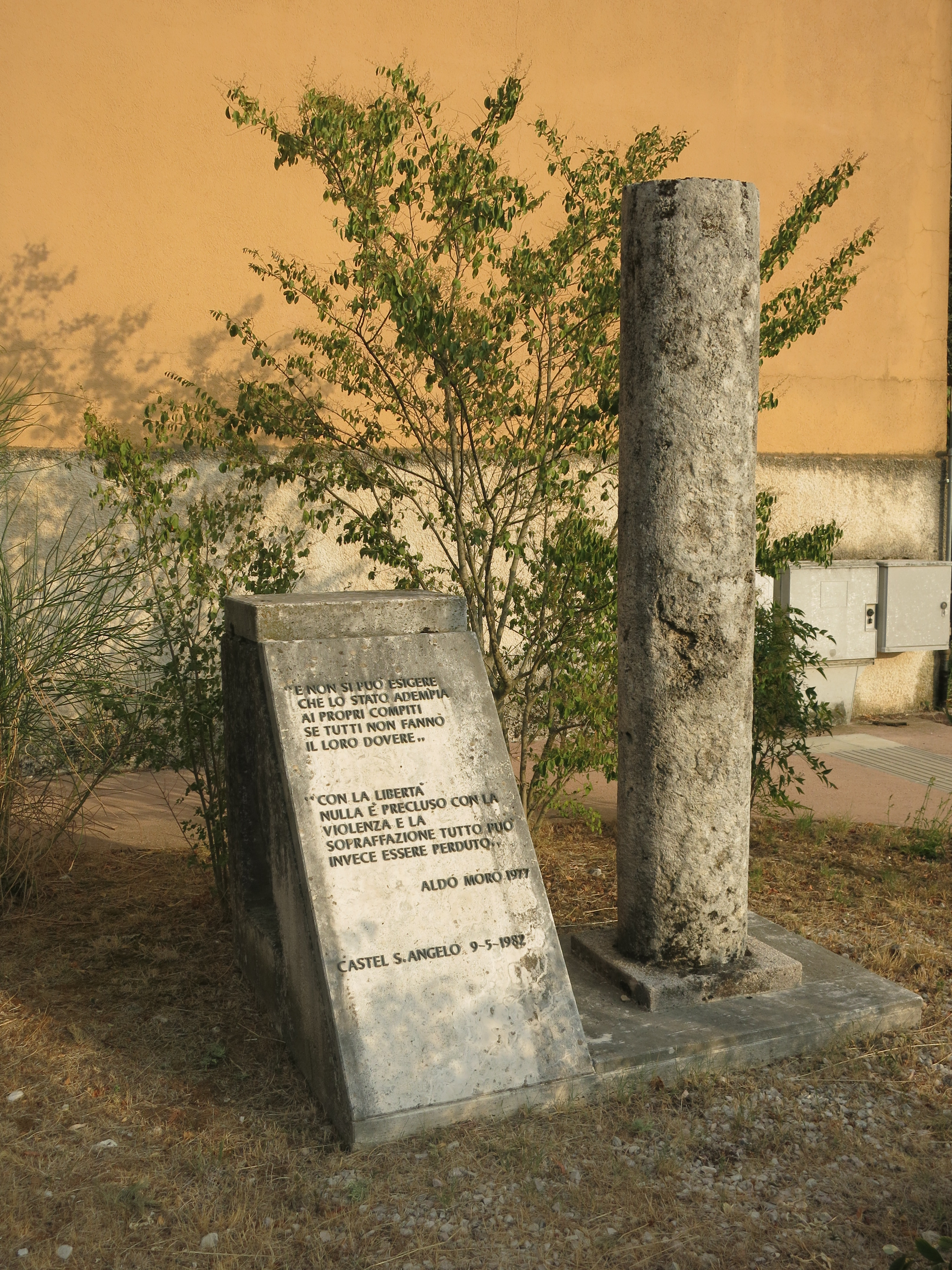
Minnesmärke över Aldo Moro i Castel Sant'Angelo i provinsen Rieti.

Aldo Moro, född 23 september 1916 i Maglie, Puglia (Apulien), död 9 maj 1978 i Rom, var en italiensk politiker (kristdemokrat) och professor i straffrätt. Moro var Italiens premiärminister 1963–1968 och 1974–1976. 
Moro var en av de mest betydelsefulla ledarna för Democrazia Cristiana (DC) och var känd som en mycket tålmodig politisk medlare. Moro kidnappades av Röda brigaderna den 16 mars 1978 och mördades efter 54 dagars fångenskap i ”folkets fängelse” (italienska prigione del popolo).

## Tidig karriär
Moro föddes i Maglie i provinsen Lecce i Apulien som den näst äldste av fyra söner till Renato Moro och hans hustru Fida Stinchi. I syskonskaran ingick också en syster. Familjen var inte aktiva katoliker men Moros mor var starkt troende. Föräldrarna arbetade inom utbildningssektorn, fadern som skolinspektör och modern som lärare. Det fanns en tjänstemannatradition i familjen och att barnen som vuxna skulle gå i statens tjänst var närmast självklart. Sin grundläggande skolutbildning fick Moro i statliga skolor och han avslutade den med examen från ett klassiskt lyceum i Taranto. Valet att studera i statliga skolor innebar på den tiden ett i praktiken obligatoriskt medlemskap i de fascistiska ungdoms- och studentorganisationerna Opera nazionale balilla och Gruppi universitari fascisti, medlemskap som för Moros del blev passiva. Han hittade ständigt på ursäkter för att slippa delta i sina fascistiska studiekamraters möten. När familjen flyttade till Bari 1934 skrevs Moro in på universitetets juridiska fakultet. Samtidigt anslöt han sig till den av ärkebiskopen Marcello Mimmi understödda katolska organisationen Federazione universitaria cattolica italiana (FUCI), en konsekvens av det religiösa uppvaknande han upplevt tillsammans med sin äldre bror Alberto när de under skoltiden knutit kontakt med franciskanorden. Moro blev tidigt starkt påverkad av Thomismen, vilket kom att få stor betydelse för hans framtida politiska vägval. Moro blev ordförande för FUCI:s avdelning i Bari 1937 och nationell ordförande 1939, en post på vilken han 1941 efterträddes av en annan framtida ledare inom politiken, Giulio Andreotti. Under sin tid som FUCI-ordförande inledde Moro sin livslånga vänskap med den blivande påven Giovanni Battista Montini (Paulus VI).
Moro tog sin grundläggande universitetsexamen (laurea) 1938 med ett examensarbete betitlat La capacità giuridica penale som handlade om rättskapacitet inom straffrätten. Hans handledare professor Biagio Petrocèlli var imponerad och erbjöd Moro en oavlönad men privilegierad ställning som sin assistent. Det gav Moro möjlighet att publicera sitt examensarbete i tryck (Padua 1939) och snabbt färdigställa ytterligare ett viktigt arbete, La subiettivazione della norma penale (Bari 1942), en habilitationsavhandling som kvalificerade honom för att undervisa i straffrätt vid universitetet. Med sitt nästa större arbete Unità e pluralità di reati (Padua 1947) meriterade han sig för den professur i straffrätt som han tillträdde 1948. Han utgav sina föreläsningar i skrifterna Lo Stato (1943) och Il diritto (1945) vilkas titlar antydde det som innehållet bekräftade, att Moro sökte klargöra förhållandet mellan staten och straffrätten utifrån sina starkt religiösa värderingar. Med de utgångspunkterna är det inte heller svårt att förstå hans val att 1945 ansluta sig till Democrazia Cristiana, det parti till vars ideologi han redan före sitt medlemskap lämnat skriftliga bidrag.
Moros politiska gärning började på allvar då DC:s distrikt i Bari satte upp honom som kandidat inför valet 2 juni 1946 och han blev invald i den lagstiftande församling vars främsta uppgift blev att skriva den nybildade republikens konstitution. Som parlamentsledamot avancerade Moro snabbt inom partiet där han fram till 1952 tillhörde en av flera informella partigrupper inom DC, ledd av den något kontroversielle Giuseppe Dossetti som bland annat eftersträvade nära relationer med Vatikanen och vars nära band till påvestolen inte var helt populärt hos partiledaren Alcide De Gasperi. När De Gasperi 1947 fick frågan om vem som skulle sköta partiets kontakter med Vatikanen svarade han kort: "Inte Dossetti och inte heller Moro". När Dossettis politiska karriär fick ett tidigt slut 1952 grundade Moro tillsammans med bland andra Antonio Segni, Emilio Colombo och Mariano Rumor Iniziativa democratica, en ny informell intern sammanslutning som under ledning av Amintore Fanfani kom att utvecklas till en huvudlinje inom DC i opposition mot den gamla ledningen. Redan i juli 1953 avgick De Gasperi som premiärminister och i juli 1954 valdes Fanfani till ny partiledare. Med den nya maktkonstellationen inom DC var vägen till en ministerpost öppen för Aldo Moro som i juli 1955 blev justitieminister i Antonio Segnis första regering. Den posten höll han fram till maj 1957. Under de två följande regeringarna var han utbildningsminister fram till början av 1959 då Amintore Fanfani avgick först som premiärminister 26 januari och några dagar senare som partisekreterare för DC. Till hans efterträdare som partisekreterare valdes 16 februari 1959 Aldo Moro.

## Den farliga vägen vänsterut

### Bakgrund
Det mest svårlösta politiska och demokratiska problemet i Italiens efterkrigshistoria var under 40 år förhållandet mellan regeringen och kommunisterna. De sistnämnda hade spelat en viktig roll i krossandet av fascismen och PCI var Västeuropas största kommunistparti. För att försöka lösa den svåra ekonomiska krisen efter kriget med en inflation på 50 % gjorde premiärminister Alcide De Gasperi ett avtal med USA. Italien fick 1947 ett nödlån på 100 miljoner dollar. Villkoret var att inga kommunister någonsin fick ingå i en italiensk regering. Uteslutandet av PCI ur regeringsarbetet innebar att upp till en tredjedel av de italienska väljarna berövades allt inflytande på politikens högsta nivå. Det fick på sikt förödande konsekvenser då en betydande del av den politiska vänstern i frustration valde att verka utomparlamentariskt och ur denna utomparlamentarism föddes så småningom även vänsterterrorismen.
En annan nackdel som följde av USA:s inblandning, i kombination med det italienska proportionella valsystemet, blev en rad av svaga regeringar och ständiga regeringskriser. Under åren 1947–1954 var De Gasperi premiärminister för åtta olika regeringar. De skärpta motsättningarna i samhället hade fört Italien nära ett inbördeskrig och för att undvika det inledde De Gasperi ett inofficiellt samarbete med kommunistpartiets ledare Palmiro Togliatti i vissa frågor som gällde fred och stabilitet i samhället. I och med att man formellt höll löftet till USA kunde Italien bli en av de största mottagarna av Marshallhjälpen. Åren 1948–1951 fick Italien 1,2 miljarder dollar och blev därmed den fjärde största mottagaren av Marshallplanens pengar. En stor del av dessa användes för att bygga upp industrierna i Milano och Turin där Fiat blev symbolen för Italiens ”ekonomiska under” på 1950-talet.
När Moro tillträdde som DC:s nye partisekreterare 1959 skrev han ett partiprogram som gick ut på att ena katolikerna inom politiken men samtidigt göra en klar åtskillnad mellan det politiska fältet och kyrkan, att skapa en politikens autonomi. Politisk aktivism på katolsk grund och den katolska kyrkans aktivism var för honom två olika saker. Programmet hade 14 punkter men ingen av dem refererade längre till den katolska kyrkans sociala doktrin som varit viktig för partiet i ett tidigare skede. Däremot fanns ”kristna värderingar” med som en grund för partiets politik. Den nye (från 1958) påven Johannes XXIII sammankallade ungefär samtidigt andra Vatikankonciliet för att modernisera den katolska kyrkan. De encyklikor påven utfärdade i sammanhanget, särskilt Mater et magistra (1961) tolkades av Moro som att påven inte motsatte sig ett samarbete med socialisterna för det allmänna bästa.

### Moros första regering
Valet i april 1963 blev en besvikelse för DC som landade på 38,3 % av rösterna, drygt fyra procentenheter lägre än i  det föregående valet, medan kommunisterna (25,3%) och socialdemokraterna (6,1) gick framåt och socialisterna (13,8 %) tappade några tiondelar men i stort sett höll ställningarna. Moro ansåg att tiden nu var mogen att släppa in socialisterna i ett mer långsiktigt regeringssamarbete. Han övertygade socialistledaren Pietro Nenni och socialdemokraternas ledare Giuseppe Saragat om att det var rätt väg och bildade 4 december 1963 en regering med Nenni som vicepremiärminister och Saragat som utrikesminister. Fjärde regeringsparti (med 7 % av rösterna i valet) blev PRI, vars partiledare Oronzo Reale blev justitieminister. Därmed skapades en koalition som kom att bestå ett antal år och gick under namnet "centrosinistra" (centervänster). Moros första regering blev dock inte långvarig. Den tillträdde i sämsta möjliga konjunkturläge och hade bland annat problem med betalningsbalansen att lösa som hade krävt medverkan av fackföreningarna. Men de kontrollerades av kommunisterna som inte var med i regeringen. När regeringens förslag till ett finansieringssystem för privatskolor fälldes i parlamentet 26 juni 1964 avgick regeringen.

### Moros andra regering
Under den kris som följde var hotet om en statskupp högst reellt. Initiativet kom från presidenten Antonio Segni som under regeringskrisen tillkallade generalen Giovanni De Lorenzo, befälhavare för karabinjärerna, och bad honom att ta fram en plan för hur militären skulle agera för att överta viktiga samhällsfunktioner från de civila myndigheterna om situationen så krävde. Moro lyckades emellertid skickligt förhandla sig fram till en ny center-vänster-regering, något mindre reformbenägen än hans första. Den tillträdde 22 juli 1964. President Segni drabbades av en hjärnblödning 7 augusti och avgick i slutet av året. Moro lyckades manövrera fram sin utrikesminister Giuseppe Saragat till presidentposten, vilket underlättade arbetet för hans andra regering. Den blev också mer långlivad än den första och kom att sitta till slutet av januari 1966 då den avgick, återigen efter en förlorad omröstning om finansiering inom utbildningssektorn.

### Moros tredje regering
Efter en ombildning presenterade Moro sin tredje regering 23 februari 1966. Den kom att sitta kvar till sommaren 1968, då den avgick efter en stor valförlust för regeringskoalitionens vänsterpartier som sammanslagits till ett parti (PSI–PSDI) under ledning av Mauro Ferri men endast fick 14,5 % av rösterna mot 19,9 % i valet 1963. Moros samarbete med socialisterna gjorde att deras valförlust också var en förlust för honom och hans version av en center-vänsterlösning för landets styre. Uppdraget att bilda en ny regering gick till Moros företrädare som premiärminister, Giovanni Leone, vars första regering överlevt i drygt fyra månader 1963 och som nu bildade en minoritetsregering bestående av endast DC.

## Utrikesminister med fokus på inrikesproblem

### Motsättningar och strategier
Vid slutet av sin tredje period som premiärminister utvecklade Moro en strategisk plan som gick ut på att PCI på sikt måste involveras i ett politiskt samarbete för att det demokratiska samhällsskicket skulle kunna bevaras i Italien. Moro framförde sin uppfattning på DC:s 9:e partikongress i juni 1969. Hans anförande kom i ett läge då extremhögern flyttade fram sina positioner med blicken riktad på de diktaturer vid Medelhavet, den gamla i Spanien och den nya i Grekland, som enligt många på högerkanten visade på hur svåra problem i samhället kunde lösas.
Den 6 augusti 1969 presenterade Mariano Rumor sin andra regering. Posten som utrikesminister som i Rumors första regering innehafts av Pietro Nenni övertogs av Moro som med avbrott för Andreottis andra regering (juni 1972–juni 1973) kom att inneha den till mars 1974, i fyra regeringar med Rumor som premiärminister samt i regeringen Colombo (augusti 1970–januari 1972) som kronologiskt låg mellan Rumors tredje och Andreottis första regering. Orsakerna till Moros frånvaro från Andreottis regeringar efter den första får sökas i DC:s interna maktkamp där extremhögerns frammarsch i praktiken kom att leda till en delning av partiet i två delar, även om det inte var formellt.
Även extremhögern, inom partipolitiken främst företrädd av det nyfascistiska partiet Movimento Sociale Italiano (MSI), hade en strategi som brukar gå under benämningen ”spänningsstrategin” (strategia della tensione), Startpunkten för den var bombdådet på Piazza Fontana i Milano 12 december 1969. Syftet med strategin var att framprovocera en militärkupp. Planen var att med en serie attentat som krävde många dödsoffer terrorisera befolkningen och försätta den i ett tillstånd av permanent spänning och rädsla som till sist skulle skapa en allmän acceptans för en statskupp som medel för att återställa ordningen i samhället. En annan del av planen var att attentaten skulle skyllas på extremvänstern, något som genomskådades relativt snabbt av alla som hade tillgång till relevant information. Mycket av Moros tid som utrikesminister upptogs av att försöka förstå den våldsamma utveckling som följde i 68-rörelsens spår, inte bara i Italien utan även i andra länder. Han sökte efter olika metoder att försöka få motparter att närma sig även internationellt, vilket framför allt märktes i hans uttalanden gällande konflikten mellan Israel och palestinierna. Moro understödde också i olika sammanhang den av Willy Brandt 1969 deklarerade hållningen mot det kommunistiska Östeuropa, innebärande en utveckling mot normalitet i relationerna. Som utrikesminister förhandlade Moro fram en lösning på den segdragna konflikten om Fria territoriet Trieste i form av ett avtal som kom att undertecknas 1975 när han åter blivit premiärminister.

### Motsättningen delar partiet
Rumors andra regering var en minoritetsregering med endast DC-ministrar men händelseutvecklingen ledde i början av 1970 till att Rumors tredje regering åter blev en koalition med de två socialistiska partierna och PRI, och även regeringen Colombo fortsatte med socialisterna i regeringen. Det nyfascistiska MSI skördade stora framångar i de regionala valen 1971. Inom DC ledde det bland annat till att Andreotti började skissa på en ny plan för rena centerregeringar och Fanfani som ställde upp som presidentkandidat uttryckte sin uppfattning att lösningen med centervänster-regeringar hade nått vägs ände och att man borde marginalisera PSI samt skapa en mycket tydlig front gentemot PCI. 
Motståndet inom partiet blev oväntat starkt och med Moros goda minne stoppades Fanfanis presidentkandidatur i december 1971 efter en serie omröstningar där till sist Giovanni Leone blev DC:s kandidat och Italiens president (1971–1978). Konflikten resulterade i att DC i praktiken delades i två halvor, en ”vänsterflygel” ledd av Moro och en höger ledd av Andreotti som försökte förverkliga sin plan för ”neocentrismo” i sina två första regeringar men tvingades ge upp i juli 1973. Samma månad slöt Moro en överenskommelse med Fanfani som återkommit som DC:s sekreterare och åter en gång ändrat åsikt om regeringssamarbetet center-vänster. Man avtalade i överenskommelsen, kallad ”Palazzo Giustiniani-pakten”, att nästa regering skulle bli en fyrpartiregering med socialisternas medverkan. Andreotti var otänkbar som premiärminister för en sådan konstellation och budet gick i stället till Mariano Rumor, som bildade sin fjärde regering där Moro återkom som utrikesminister efter ett års frånvaro för Andreottis ”neocentriska” mellanspel. Efter åtta månader ersattes regeringen av Rumors femte, denna gång utan PRI men fortfarande med socialisterna i regeringen. Under dessa två regeringar aktualiserades skilsmässofrågan. Fanfani hade lagt all sin tyngd bakom förslaget om en folkomröstning för avskaffande av den nyligen antagna skilsmässolagen. Moro höll sig i bakgrunden och när DC förlorade folkomröstningen i denna viktiga profilfråga var krisen ett faktum. De andra regeringspartierna, särskilt socialisterna, gick hårt åt Fanfani, och till sist kom man i DC:s interna debatt fram till att de alternativ som fanns var en ny regering eller ett nyval. Den 3 oktober 1974 föll Rumors femte regering och Moro fick uppdraget att bilda sin fjärde.

## Den historiska kompromissen

### Förslaget och reaktionerna
I oktober 1973 föreslog PCI:s ledare Enrico Berlinguer att PCI och DC skulle inleda ett nära parlamentariskt samarbete. Berlinguers initiativ kom efter militärkuppen i Chile i form av en serie artiklar i den kommunistiska tidskriften Rinascita i vilka han kommenterade kuppen. Berlinguers förslag ledde till det närmande mellan PCI och DC som kommit att kallas ”den historiska kompromissen”. Berlinguer menade att det på lång sikt var ohållbart för samhället med den överenskommelse som uteslöt ett lands näst största parti från direkt delaktighet i beslut som påverkade hela befolkningen. Det starkaste motståndet mot Berlinguers förslag kom från den yttersta vänstern i hans eget parti, från DC:s högerflygel och från socialistpartiet PSI, samt utomparlamentariska vänstergrupper. Aldo Moro var däremot positivt inställd och menade att med kompromissen följde en möjlighet att få slut på ”spänningens strategi” och det successivt eskalerande politiska våldet. Trots att enighet om frågan inte kunde uppnås inom DC påverkades politiken påtagligt, särskilt efter att PCI i valet 1976 nått sina högsta röstsiffror någonsin.

### Moros fjärde och femte regering
Den fjärde regeringen Moro var en svag minoritetsregering bestående av DC och PRI som tillsammans hade endast 282 av parlamentets 630 platser. Den inledde sitt arbete 23 november 1974, knappt ett halvår efter nederlaget i omröstningen om skilsmässolagen. De två socialistiska partierna PSI och PSDI ville inte medverka men med deras löfte om ”externt stöd” i omröstningar kunde regeringen ändå bildas efter 51 dagar av komplicerade förhandlingar, i vilka Moro åter en gång demonstrerade sin förmåga att prata ihop vitt skilda ståndpunkter till något som kunde fungera i praktiken. Förhandlingarna underlättades av Berlinguers ståndpunkt att eftersträva en konstruktiv opposition och undvika att stödja aktioner som kunde framkalla en regeringskris. Det blev successivt allt tydligare att Moro litade på Berlinguer samtidigt som hans inre allians med Fanfani överlevde den förlorade omröstningen om skilsmässolagen. Fanfani överlevde däremot inte politiskt 1975 års regionala val som resulterade i DC:s sämsta utfall sedan 1948. Med 35,3% av rösterna var DC:s försprång till PCI (33,4%) mindre än någonsin. En månad efter valet avgick Fanfani som DC:s partisekreterare och ersattes av Benigno Zaccagnini, en personlig vän till Moro som av partiet fick det delikata uppdraget att genom en klar valseger försöka stoppa Berlinguers raska avancemang mot en regeringsposition. Man såg med fasa emot möjligheten att PCI vid 1976 års nationella val skulle bli landets största parti. I detta läge gjorde Moro ett utspel där han kallade principen att utesluta PCI ur alla regeringar för ett oansvarigt bortseende från yttre fakta. Vid årsskiftet lämnade PRI regeringen och Moro ombildade den till sin femte 12 februari 1976, en ren DC-regering som satt kvar till de nationella valen i juli samma år.

### Kompromissen träder i funktion
Parlamentsvalet 1976 var en stor framgång för kommunisterna som ökade sin andel av rösterna från drygt 27 % till 34,4 %, PCI:s bästa valresultat någonsin som gav partiet 49 nya platser i parlamentet. DC försvarade emellertid med 38,7 % av rösterna sin ställning som Italiens största parti men man förlorade 4 mandat i parlamentet och i bakgrunden spökade det faktum att MSI och socialdemokraterna tillhörde valets förlorare; de senare tappade hälften av sina mandat i parlamentet. Valresultatet som helhet innebar en kraftig förflyttning vänsterut av väljarkåren och var omöjligt att karakterisera som något annat än en storseger för Berlinguer och PCI. Moro ingrep omedelbart och kontaktade Andreotti som fått det otacksamma uppdraget att bilda sin tredje regering i ett läge där kommunisterna var starkare än någonsin och de utomparlamentariska gruppernas aktiviteter intensifierades. Andreotti kunde i praktiken inte nonchalera PCI:s valresultat men han kunde inte heller bilda regering tillsammans med partier som förlorat valet. Återstod endast alternativet att åter bilda en svag enpartiregering och hoppas på att det fanns parlamentariskt stöd för att hålla den vid liv. Resultatet blev den regering som i italiensk historia kallas ”den nationella solidaritetens regering” (Governo di solidarietà nazionale). Röstsiffrorna i parlamentets förtroendeomröstning för denna regering talar sitt tydliga språk: för förtroende röstade 258 ledamöter, mot 44, men 303 ledamöter lade ner sin röst, bland dem samtliga 228 PCI-ledamöter. Det var en seger för den historiska kompromissen och för Moro som förhandlare. Det var få som trodde något annat än att det var en överenskommelse mellan Moro och Berlinguer som fick PCI att lägga ner sina röster.
Moro fortsatte utanför regeringen, i egenskap av partiets ordförande, att driva frågan om ett realiserande av den stora kompromissen. Han hävdade att DC måste ta sig ur ”mardrömmen” att vara ensamt regeringsparti i brist på alternativ och att någon form av permanent överenskommelse måste slutas med PCI för att garantera samhällets stabilitet. Om det inte kunde göras med PCI i regeringen då måste det göras på något annat sätt. I sin argumentation närmade sig Moro successivt Berlinguers synsätt. Båda ansåg att ansvaret för landets framtid och välfärd krävde en lösning. Att Andreottis fjärde regering i sin förtroendeomröstning 16 mars 1978 fick 545 röster för och endast 30 emot, berodde dock inte på förhandligarna mellan Moro och Berlinguer utan på kidnappningen av Moro som ägde rum bara någon timme före omröstningen och snabbt åstadkom en nästan enig uppslutning bakom regeringen.

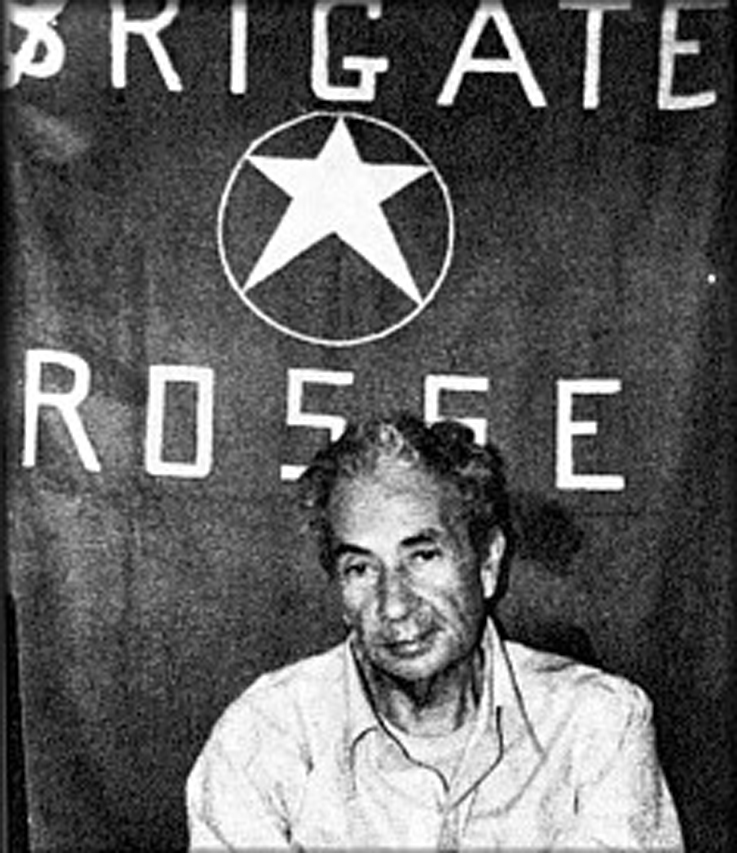
Aldo Moro som Röda brigadernas fånge

## Kidnappning och död
Den 16 mars 1978 skulle det italienska parlamentet genomföra en förtroendeomröstning för Andreottis fjärde regering. När Moro på väg till parlamentet färdades på Via Mario Fani och nådde korsningen vid Via Stresa i norra Rom, stoppades Moros och hans livvakters bilar och samtliga fem livvakter sköts ihjäl: karabinjärerna Oreste Leonardi (52) och Domenico Ricci (44) och polismännen Francesco Zizzi (30), Giulio Rivera (24) och Raffaele Iozzino (24). Denna inledande fas av ett långdraget kidnappningsdrama är i Italien känd som massakern på via Fani.
Moro själv skadades inte i attacken och fördes från platsen till en lägenhet på Via Camillo Montalcini 8 där han tillbringade återstoden av sitt liv i "folkets fängelse", en liten för ändamålet byggd cell med dimensionerna cirka 1,2 x 3 m. Röda brigaderna tog på sig ansvaret för kidnappningen och krävde att 13 fängslade vänsteraktivister, medlemmar av Röda brigaderna, Gruppo XXII Ottobre och Nuclei Armati Proletari, skulle släppas i utbyte mot Moro. Röda brigaderna publicerade en serie kommunikéer i vilka de klargjorde att Moro ställts inför folkets domstol. I kommuniké nr 6, exakt en månad efter kidnappningen, ökade man nervpressen drastiskt genom meddelandet att Moro hade befunnits skyldig och dömts till döden. Den italienska regeringen under Giulio Andreotti vägrade att förhandla med vad de ansåg vara terrorister och fick med sig alla andra partier på samma linje, utom socialistpartiet PSI vars partisekreterare Bettino Craxi ansåg att man borde förhandla och fick med sig sin partistyrelse. Den socialistiske parlamentsledamoten Claudio Signorile lyckades med hjälp av de autonoma vänsteraktivisterna Lanfranco Pace och Franco Piperno etablera kontakt med Valerio Morucci som i likhet med Pace och Piperno hade ett förflutet i Potere Operaio och under hela kidnappningsdramat fungerade som Röda brigadernas och Moros "brevbärare".
I sin kommuniké nr 7 klargjorde Röda brigaderna 20 april att fångutväxlingen var det enda sätt genom vilket Moro åter kunde bli fri och gav Democrazia Cristiana 48 timmar att ta ställning. DC svarade redan följande dag att inget avtal skulle slutas med brigaderna. Moro skickade flera vädjande brev från sin fångenskap, i vilka han uppmanade sina politiska kolleger att tillmötesgå kidnapparnas krav. Han skrev även ett brev till påven Paulus VI, som var hans nära vän. Påven svarade med en vädjan till Röda brigaderna 22 april där han uppmanade dem att släppa Moro "villkorslöst", en formulering som inte mottogs positivt. Den 30 april ringde Mario Moretti upp Moros familj och förklarade Röda brigadernas ståndpunkt för dem. Enligt Moretti var det enda som kunde rädda Moro ett direkt ingripande av DC:s partisekreterare Benigno Zaccagnini. Följande dag vädjade familjen förgäves till DC:s ledning i ett öppet brev, publicerat i tidningen Il Giorno. Från sitt fängelse anmälde Moro därefter skriftligt sitt utträde ur partiet och meddelade parlamentets talman att han inte längre representerade Democrazia Cristiana.

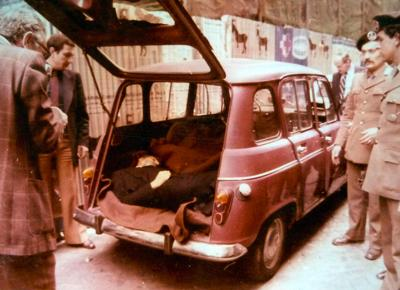
Aldo Moros döda kropp påträffades i en Renault 4 på Via Michelangelo Caetani.

Den 9 maj, den 55:e dagen av spänd väntan och nervkrig, valde Röda brigaderna att döda Moro. Man placerade hans döda kropp i bagageutrymmet på en röd Renault 4 och parkerade bilen symboliskt på Via Michelangelo Caetani i centrala Rom, en gata som ligger mycket nära Piazza del Gesù och Via delle Botteghe Oscure, där DC:s respektive PCI:s högkvarter då låg. Meddelandet om var kroppen kunde hittas kom genom ett telefonsamtal från Röda brigaderna till Franco Tritto, en av Moros närmaste medarbetare, som uppmanades att personligen meddela Moros familj var de kunde hitta hans kropp. Samtalet kom klockan 12:13 från en telefonkiosk på Termini och uppringaren identifierades senare som Valerio Morucci.
Det har framlagts många olika konspirationsteorier rörande vilka som "egentligen" låg bakom kidnappningen och mordet på Aldo Moro, trots att det är uppenbart att Röda brigaderna är skyldiga. Alberto Franceschini, före detta medlem av Röda brigaderna, skriver i sin skönlitterära bok La borsa del presidente. Ritorno agli anni di piombo från 1997, att Röda brigadernas aktion "övervakades" av italiensk säkerhetstjänst. Till varje pris ville den komma åt flera för staten, och hela det politiska systemet, ytterst komprometterande dokument som fanns i Moros ägo. Under ett förhör inför en parlamentarisk kommission, den så kallade "Commissione stragi", påpekade Valerio Morucci i sitt vittnesmål med visst eftertryck att Franceschinis bok är en roman, där författaren har fantiserat ihop en berättelse om händelser som han till skillnad från Morucci inte varit med om. De komprometterande dokument som existerade i verkligheten var de minnesanteckningar och brev som Moro skrivit under sin fångenskap. Dessa transporterades efter Moros död till Röda brigadernas "bas" på Via Monte Nevoso i Milano för politisk analys, bearbetning och publicering. En mindre del (78 sidor) hittades vid en husrannsakan 1 oktober 1978, då även brigadisterna Franco Bonisoli, Lauro Azzolini och Nina Mantovani greps. Återstoden (419 sidor) hittades i samma lägenhet 1990 när en hantverkare rev ner en falsk vägg under köksfönstret som karabinjärerna inte hade upptäckt under sin undersökning av lägenheten i oktober 1978. Tillsammans med dokumenten hittades vapen och 60 miljoner lire i kontanter.
Aldo Moros familj ansåg att han hade blivit offrad för politiska principer och sviken av såväl staten som sitt parti. Familjen avvisade därför statens självklara erbjudande om en statsbegravning för Moro med följande uttalande, formulerat av änkan Eleonora Moro och Aldo Moros mångårige medarbetare Corrado Guerzoni:
| ”                                                                             | Familjen önskar att statsledningen och partiet fullt ut respekterar Aldo Moros exakt uttryckta vilja. Det vill säga: inga offentliga manifestationer, ceremonier eller tal, ingen landssorg, inte heller statsbegravning eller minnesmedalj. Familjen sluter sig i tystnad och begär tystnad. Över Aldo Moros liv och död kommer historien att döma. | „ |
| – Översättning efter citerat uttalande i tidningen Lotta Continua 10 maj 1978 | |   |

Den 13 maj arrangerades därför en mycket ovanlig offentlig TV-sänd minnesgudstjänst i San Giovanni in Laterano, i närvaro av påven Paulus VI, som var en personlig vän till Moro, och många ledande politiker men utan medverkan av Moros familj och utan hans likkista i kyrkan. Den verkliga begravningen ägde i stället rum i kyrkan San Tommaso i Torrita Tiberina i närvaro av familjen och dess närmaste vänner.

## Fallet Moro efter maj 1978

### Det rättsliga efterspelet
Den största rättegången någonsin mot medlemmar av Röda brigaderna började i Rom våren 1982 med 63 åtalade, bland dem fanns de flesta som varit inblandade i kidnappningen och mordet på Moro. Domarna avkunnades 28 januari 1983 av rättens ordförande Severino Santipichi: 32 av de åtalade dömdes till livstids fängelse och ytterligare 24 dömdes till sammanlagt 316 års fängelse. Sju av de åtalade undgick straff av olika skäl. Samtliga dömda överklagade och 14 mars 1985 föll appellationsdomstolens domar i vilka man tagit större hänsyn till att vissa av de åtalade, såsom Valerio Morucci och Adriana Faranda, tagit tydligt avstånd från Röda brigaderna redan innan de greps. Dessa två tillhörde dessutom den obetydliga minoritet inom Röda brigaderna som hade röstat emot att Moros dödsdom skulle verkställas. Antalet livstidsdomar sjönk därmed till 22 och vissa smärre justeringar av de övrigas domar gjordes också. Kassationsdomstolen bekräftade domarna 14 november 1985. Medan fallet låg hos kassationsdomstolen greps 19 juni ytterligare en av huvudaktörerna i fallet Moro, Barbara Balzerani, som senare dömdes till livstids fängelse. Sist att gripas av de i fallet Moro direkt inblandade blev Germano Maccari som 1993 identifierades som den mystiske "ingenjör Altobelli", en av Moros fyra fångvaktare. Maccari dömdes så småningom till 26 års fängelse men dog i Rebibbia-fängelset av en brusten aneurysm i hjärnan 2001. Två av deltagarna i kidnappningen av Moro, Alessio Casimirri och Alvaro Lojacono, har lyckats undandra sig rättsliga konsekvenser. Båda lämnade Italien innan de kunde gripas och har aldrig återvänt.

### Konspirationsteorierna
Det finns knappast något polisiärt och rättsligt uppklarat mordfall i Italiens historia som har genererat lika många konspirationsteorier som fallet Moro. Den ursprungliga orsaken till det finns att söka i den prestigeförlust som fallet innebar för många. Obestridliga fakta i målet var att landets femfaldige premiärminister och sannolikt blivande president hade kidnappats och mördats av ett gäng amatörer, bestående av avhoppade universitetsstuderande och f.d. fabriksarbetare. Myndigheterna hade varken förutsett eller lyckats hindra aktionen. Inte heller lyckades man under 55 dagar hitta vare sig fången eller någon av hans väktare som satt gömda i en lägenhet i landets huvudstad. Den italienska regeringen förfogade helt enkelt vid denna tid inte över de verktyg som en extrem situation av detta slag krävde. En väsentlig orsak till haveriet var att de flesta i fallet inblandade myndighetspersoner inte hade uppnått sina positioner främst på grund av för tjänsterna relevant kompetens utan för att de var så kallade "piduisti", det vill säga medlemmar av frimurarlogen P2.
Omedelbart efter kidnappningen tillsatte inrikesminister Cossiga tre arbetsgrupper: Comitato di Gestione Crisi, Comitato di Esperti och Gruppo Informazioni. Dessa tre arbetsgrupper bemannades nästan uteslutande av P2-medlemmar.  Om en av dessa, den s.k. ledningsgruppen (Comitato di Gestione crisi), konstaterade långt senare Morokommissionen att den i stort sett inte gjort någonting av det den borde ha gjort ("il comitato non ha coordinato niente"). Ledningsgruppens arbete karakteriserades i stället av ett successivt fjärmande från konkreta åtgärder och flertalet medlemmars ständiga frånvaro från dess möten. Den enda av dessa grupper som hade någon framgång var en expertgrupp vars viktigaste uppdrag förefaller ha varit att bevisa Moros av fångenskapen orsakade psykiska instabilitet och att han led av Stockholmssyndromet. Därmed kunde man avfärda det potentiellt politiskt skadliga innehållet i hans brev från fångenskapen som dikterat eller åtminstone påverkat av någon annan. En av arbetsgruppens ledamöter, professor Franco Ferracuti förklarade senare i en briefing för FBI att "Aldo Moro var politiskt död från den dag han sände sitt första brev till Cossiga". Därför kunde man också i senare redogörelser bortse från bland annat Moros uttryckliga skriftliga deklaration att han lämnat sitt parti för att det lämnat honom att dö i händerna på terrorister. Det är en fullt godtagbar beskrivning av vad som faktiskt hände men att acceptera den som korrekt var då och långt efteråt en politisk omöjlighet.
Mot denna bakgrund är det knappast förvånande att i fallet inblandade successivt införde mängder av externa aktörer i olika konspirationsteorier. Bland andra påstods CIA, KGB, Israels säkerhetstjänst och 'Ndranghetan samt naturligtvis P2 ha varit aktivt inblandade. Likheterna med Palme-utredningen är påfallande, antalet olika "spår" som fått publicitet i fallet Moro är osannolikt stort. Redan samma dag som kidnappningen ägde rum antydde en av utredningsledarna som svar på en journalists fråga att utländska intressen måste ha varit inblandade. En av de mer absurda konspirationsteorierna, med ursprung i den militära säkerhetstjänsten SISMI, utpekade en rysk orkesterledare, gift med en italiensk "hertiginna", som något slags hemlig befälhavare för Röda brigaderna. Han skulle ha lett alla förhören med Moro mellan sina konserter i olika europeiska städer. Ryssen hade naturligtvis i en annan teori sin amerikanske motsvarighet, ett slags frilansande specialagent som själv senare påstod sig ha rapporterat direkt till president Jimmy Carter och trots sin monumentala okunnighet om italienska förhållanden bland annat kom fram till att det inte verkade vara någon inom det italienska politiska systemet som egentligen ville ha tillbaka Moro levande.
Att bli lurad av en omfattande internationell konspiration med andra länders säkerhetstjänster och professionella agenter inblandade tedde sig naturligtvis som mer hedersamt än den enkla sanning som flera av de dömda brigadisterna gång på gång vittnade om i rättegångar och inför parlamentariska kommissioner: Moro tillfångatogs av Röda brigaderna, han hölls fången av Röda brigaderna, han förhördes av Röda brigaderna och han dödades av Röda brigaderna, utan ”fjärrstyrning” eller någon typ av inblandning av någon annan organisation. Flera av konspirationsteorierna har trots detta överlevt och efterhand vidareutvecklats av författare med varierande kvalifikationer, oftast journalister, och även av före detta terrorister som skrivit böcker om fallet för att få uppmärksamhet eller kanske helt enkelt för att tjäna pengar.
En av de senaste och i Italien mycket uppmärksammade konspirationsteoretikerna med bestsellerambitioner är f.d. parlamentsledamoten Gero Grassi, medlem av den parlamentariska kommission som senast granskat fallet Moro. Grassi har kritiserats för att ha framkastat en mängd osanna påståenden som stöd för sina teorier och även för att, i motsats till vad han själv anser, vara allmänt okunnig om fakta i målet. Aldo Moros äldsta dotter Maria Fida Moro har i en intervju kritiserat Grassi med hårda ord och sagt att det största misstag hon gjort var att överlämna sitt privata arkiv om fadern till Grassi som använt det som språngbräda för att uppnå en kortvarig och oförtjänt berömmelse.

## Aldo Moros utgivna skrifter (utom de juridiska)
- L’intelligenza e gli avvenimenti. Testi 1959-1978, Milano 1979
- Scritti e discorsi, (utgivare: G. Rossini) 6 volymer, Rom 1982-90.
- Al di là della politica e altri scritti. Studium, 1942-1952, (utgivare: G. Campanini), Rom 1982
- L’Italia nell’evoluzione dei rapporti internazionali, (utgivare: G. Di Capua), Rom 1986
- Il memoriale di Aldo Moro rinvenuto in via Monte Nevoso a Milano, (utgivare: F.M. Biscione), Rom 1993
- Lettere dalla prigionia, (utgivare: M. Gotor), Turin 2009